# گلاکسواسمیت‌کلاین پاکستان
گلاکسواسمیت‌کلاین پاکستان (انگلیسی: GlaxoSmithKline Pakistan) شرکت داروسازی پاکستانی است، که در سال ۲۰۰۲ توسط شرکت گلاکسواسمیت‌کلاین تأسیس شد.